# Lord Dunkeld

Wappen der Lords Dunkeld

Lord Dunkeld war ein erblicher britischer Adelstitel (Lordship of Parliament) in der Peerage of Scotland.

## Verleihung und Geschichte des Titels
Der Titel wurde am 15. Mai 1645 von König Karl I. an Sir James Galloway, Gutsherr von Carnby in Fife, verliehen.
Dessen Enkel, der 3. Lord, schloss sich während der Glorious Revolution den Jakobiten an. Er kämpfte 1689 unter Bonnie Dundee in der Schlacht von Killiecrankie, woraufhin er 1690 vom Parlament geächtet und zum Tode verurteilt wurde. Sein Adelstitel war damit verwirkt.

## Liste der Lords Dunkeld (1645)
- James Galloway, 1. Lord Dunkeld (um 1585–1660)
- Thomas Galloway, 2. Lord Dunkeld († 1728)
- James Galloway, 3. Lord Dunkeld (1664–1705) (Titel verwirkt 1690)